# Hymenocephalus
Hymenocephalus is een geslacht van straalvinnige vissen uit de familie van rattenstaarten (Macrouridae). Het geslacht is voor het eerst wetenschappelijk beschreven in 1884 door Giglioli.
- Hymenocephalus aeger Gilbert & Hubbs, 1920
- Hymenocephalus antraeus Gilbert & Cramer, 1897
- Hymenocephalus aterrimus Gilbert, 1905
- Hymenocephalus barbatulus Gilbert & Hubbs, 1920
- Hymenocephalus billsam Marshall & Iwamoto, 1973
- Hymenocephalus gracilis Gilbert & Hubbs, 1920
- Hymenocephalus grimaldii Weber, 1913
- Hymenocephalus hachijoensis Okamura, 1970
- Hymenocephalus heterolepis (Alcock, 1889)
- Hymenocephalus italicus Giglioli, 1884
- Hymenocephalus lethonemus Jordan & Gilbert, 1904
- Hymenocephalus longibarbis (Günther, 1887)
- Hymenocephalus longiceps Smith & Radcliffe, 1912
- Hymenocephalus longipes Smith & Radcliffe, 1912
- Hymenocephalus megalops Iwamoto & Merrett, 1997
- Hymenocephalus nascens Gilbert & Hubbs, 1920
- Hymenocephalus neglectissimus Sazonov & Iwamoto, 1992
- Hymenocephalus nesaeae Merrett & Iwamoto, 2000
- Hymenocephalus papyraceus Jordan & Gilbert, 1904
- Hymenocephalus semipellucidus Sazonov & Iwamoto, 1992
- Hymenocephalus striatulus Gilbert, 1905
- Hymenocephalus tenuis Gilbert & Hubbs, 1917